# 저스틴 팀버레이크
저스틴 랜들 팀버레이크(영어: Justin Randall Timberlake, 1981년 1월 31일 ~ )는 미국의 가수, 배우이다. 팀버레이크는 미국 테네시주 멤피스에서 태어나 어린이 시절에 텔레비전 프로그램 Star Search와 《미키 마우스 클럽》에 출연했다. 1990년대 말부터는 루 펄먼 지원하에 결성된 보이 그룹 엔싱크의 리드 보컬이자 가장 젊은 멤버로 합류했고, 세계적인 인기를 얻게된다.
그룹이 엄청난 성공을 거둔 후, 저스틴은 2002년 첫 정규 앨범 Justified를 발매하면서 솔로 데뷔를 한다. 앨범에서 "Cry Me a River"와 "Rock Your Body" 등의 히트곡을 만들어냈다. 2006년에는 두 번째 정규 앨범 FutureSex/LoveSounds를 발매해 빌보드 200 1위로 데뷔했다. 앨범의 싱글 "SexyBack", "My Love", "What Goes Around... Comes Around"는 모두 빌보드 핫 100 1위를 하면서 큰 성공을 거뒀다. 저스틴의 각 솔로 앨범들은 세계적으로 700만 장 이상이 팔리며 상업적으로 가장 성공한 가수 중 한 명이 되었다. 2007년부터 2012년까지는 음악 활동은 잠시 중단하고 영화 활동에 매진했는데, 대표적으로 《소셜 네크워크》, 《배드 티처》, 《인 타임》, 《프렌즈 위드 베네핏》에 출연했다. 2013년에는 7년만에 세 번째 정규 앨범 The 20/20 Experience를 발매해 첫 주 960,000만 장이 팔리며 두 번째 빌보드 200 1위로 데뷔했다.
팀버레이크는 여섯 번의 그래미 상 수상과 네 번의 에미 상 수상을 했다. 팀버레이크는 현재 텐먼 레코드의 대표자로 있으며, 패션 레이블 윌리엄래스트도 소유하고있다.

## 젊은 시절
팀버레이크는 1981년 1월 31일 테네시주 멤피스에서 린과 랜달 팀버레이크의 아들로 태어났다. 그는 멤피스와 밀링턴 사이의 작은 마을 셸비 포레스트에서 자랐다. 친할아버지 찰스 L. 팀버레이크는 침례교 목사이다. 부모님은 팀버레이크가 세 살 일 때 이혼을 했는데, 다섯 살 때 엄마는 재혼을 했다. 아빠는 리사 페리라는 여자와 두 번째 결혼식을 올렸고, 조나단 (1993년생)과 스티븐 로버트 (1998년생) 두 아들을 낳았다. 이복 여동생 로라 캐서린(1997년생)은 태어나자마자 죽었고, 이후 팀버레이크는 *NSYNC 앨범에 "천국에 있는 나의 천사"라며 언급했다. 11살때는 텔레비전 프로그램 《스타 서치》에 출연 해 "Justin Randall"이라는 컨트리 노래 공연을 펼쳤다. 1993년과 1994년에는 미래의 여자친구이자 가수 브리트니 스피어스, 크리스티나 아길레라, 미래의 같은 엔싱크 멤버 JC 샤세즈, 라이언 고슬링과 함께 《미키마우스 클럽》 멤버로 활동했다. 1995년, 팀버레이크는 JC 샤세즈가 보이 밴드 그룹 멤버를 구한다는 소식을 접하면서 합류하게 되었고, 밴드의 매니저는 루 펄먼이 맡았다.

## 경력

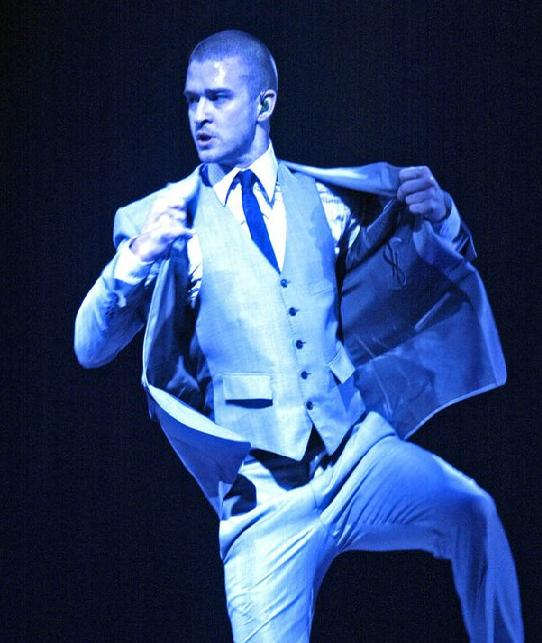
2007년 미네소타주 세인트 폴에서 콘서트 중의 팀버레이크.

보이 밴드 엔싱크는 1995년 결성해 1996년 유럽에서 활동을 시작한다. 팀버레이크와 샤세즈는 밴드의 리드 싱어를 맡았다. 1998년 미국에서 엔싱크의 데뷔 앨범 *NSYNC를 발매해 1,100만 장의 판매량과 히트 싱글 "Tearin' Up My Heart"를 만들어내며 인기는 단숨에 상승했다. 2000년 발매된 두 번째 정규 음반 No Strings Attached가 발매되었고 첫 주 240만 장이 팔리면서 미국 역사상 첫 주 가장 많이 팔린 음반이라는 기록을 세웠다. 또한 싱글 "It's Gonna Be Me"는 처음으로 빌보드 핫 100 1위에 올랐다. 엔싱크의 세 번째 정규 음반 Celebrity는 첫 주 180만 장이 팔리면서 전작에 이어 미국에서 첫 주 가장 많이 팔린 음반 1, 2위 기록을 모두 차지하게 된다. 2002년 Celebrity Tour 이후 그룹은 활동을 모두 중단했다.
2002년 8월 팀버레이크는 MTV 비디오 뮤직 어워드에서 솔로곡 "Like I Love You"를 공연하면서 솔로 활동의 시작을 알렸다. 이 노래는 빌보드 핫 100 11위까지 올라갔다. 솔로 데뷔 앨범 Justified는 11월 발매되었고 첫 주 439,000만 장이 팔리며 빌보드 200 2위로 데뷔했다. 이 음반은 미국에서 300만 장, 세계적으로는 700만 장 이상이 팔렸다. 이 음반은 알앤비 영향을 많이 받았는데, 넵튠스와 팀발랜드같은 힙합 프로듀서들이 참여했다. 음반의 싱글 "Cry Me a River"와 "Rock Your Body"은 빌보드 핫 100 10위권에 진입했다. 2003년 여름에는 크리스티나 아길레라와 함께 Justified/Stripped Tour를 진행했다.
2006년 가을, 2번째 솔로 앨범인 FutureSex/LoveSounds를 발표했다. 이 앨범에 실린 싱글 "Sexy Back", "My Love", "What Goes Around...Comes Around" 3곡이 연속으로 전미 No.1을 기록하는 쾌거를 달성했다. (3곡 연속은 2004년의 어셔 이래 2년 만이다). 앨범 홍보를 위한 투어 FutureSex/LoveShow 또한 1268만 달러의 수익을 달성하면서 역대 투어 수익 37위를 기록하게 된다. 현재까지 이 앨범은 미국내 450만장, 세계적으로 900만장 이상 팔렸다.
2013년, 7년만에 새 앨범 The 20/20 Experience의 리드 싱글 "Suit & Tie"를 발매한다. 두 번째 싱글은 아내인 "제시카 비엘"을 위하여 쓴 "Mirrors"가 되었다. 앨범 발매와 동시에 미국내 첫주 초동 968,000, 세계적으로 초동 130만장을 기록하면서 성공적인 컴백을 이뤄낸다. 이는 근 7년간 남성 솔로 가수 초동중 가장 높은 수치이며 또한 새앨범은 아이튠즈 89개국 1위를 하면서 아이튠즈 역사상 가장 많은 나라에서 1위를 한 앨범이 되었다. 저스틴 팀버레이크는 7월과 8월 양월에 걸쳐 제이지와 함께 스타디움 투어 Legends Of The Summer Stadium Tour를 공연 할 예정이다. 2020년도에 버클리 음악 대학에서 명예 박사 학위를 수여받았다.

## 음반 목록
- 2002: Justified
- 2006: FutureSex/LoveSounds
- 2013: The 20/20 Experience
- 2018: Man of the Woods
- 2024: Everything I Thought It Was

## 영상 목록

### 영화
- 온 더 라인 (2001)
- 에디슨 시티 (2005)
- 알파 독 (2006)
- 사우스랜드 테일 (2006)
- 슈렉 3 (2007) - 애니메이션
- 사무엘 잭슨의 블랙스네이크 (2007)
- 러브 그루 (2008)
- 소셜 네트워크 (2010)
- 요기 베어 (2010) - 애니메이션
- 배드 티처 (2011)
- 인 타임 (2011)
- 프렌즈 위드 베네핏 (2011)
- 내 인생의 마지막 변화구 (2012) - 조니 플래너건 역
- 인사이드 르윈 (2013)
- 히든카드 (2013)
- 트롤 (2016) - 브랜치 역 (애니메이션)
  - 트롤: 월드 투어 (2020)
  - 트롤: 밴드 투게더 (2023)
- 원더 휠 (2017)
- 파머 (2021) - 에디 파머 역
- 탈피 (2023) - 윌 그레이디 역

## 투어
- Justified World Tour (2003–04)
- Justified & Stripped Tour (2003)
- FutureSex/LoveShow (2007)
- Legends of the Summer Stadium Tour (2013)

## 같이 보기
- 가장 많은 음반을 판 음악가 목록
- 대중음악의 별명 목록
- 빌보드 소셜 50